# Communauté de communes Haute Bouriane
La Communauté de communes Haute Bouriane est une communauté de communes française, située dans le département du Lot et la région Midi-Pyrénées. Elle est dissoute le 1er janvier 2013, certaines communes se regroupant avec la Communauté de communes du Pays de Souillac Rocamadour (Calès,Lamothe-Fénelon, Loupiac,Masclat, Nadaillac-de-Rouge,Payrac, Reilhaguet) et d'autres dans la Communauté de communes Quercy-Bouriane (Anglars-Nozac,Fajoles, Milhac, Rouffilhac, Le Vigan).

## Composition
Elle regroupait 12 communes :
- Anglars-Nozac
- Calès
- Fajoles
- Lamothe-Fénelon
- Loupiac
- Masclat
- Milhac
- Nadaillac-de-Rouge
- Payrac
- Reilhaguet
- Rouffilhac
- Le Vigan